# Institut Marocain d'Intelligence Stratégique
L’Institut Marocain d'Intelligence Stratégique (IMIS) est un think tank et un institut marocain basé à Rabat spécialisé dans l'intelligence économique et présidé par Abdelmalek Alaoui. Il se définit comme « un think tank généraliste consacré à l’étude des enjeux stratégiques du Maroc et au décryptage du positionnement complexe des acteurs de son environnement continental ». L'Institut publie des policy papers, études et ouvrages de référence sur le Maroc à l'instar de : Un chemin marocain : 1999-2019, parcours d’un Royaume en transformation, Le Maroc stratégique, ou Une ambition marocaine.